# Xorides indicus
Xorides indicus là một loài tò vò trong họ Ichneumonidae.